# Glipa palawana
Glipa palawana es una especie de coleóptero de la familia Mordellidae.

## Distribución geográfica
Habita en Palawan (Filipinas).